# 엔지켐생명과학
엔지켐생명과학(Enzychem Lifesciences Corp.)은 호중구감소증, 구강점막염, 급성방사선증후군(ARS) 등의 치료제를 연구개발하는 대한민국의 기업이다.

## 개발 제품
녹용유래 합성신약 EC-18의 면역조절기능을 바탕으로 하여 혁신적인 신약 출시를 목표로 항암화학방사선요법 유발 구강점막염 치료제, 급성방사선증후군 치료제, 우주방사선 예방치료제, 면역항암제 병용 치료제 등 다양한 적응증에 대하여 개발중이다.

## 참고문헌
1. ↑  BNK투자증권 분석보고서 - 엔지켐생명과학
2. ↑  케이프투자증권 분석보고서
3. ↑  이달미, 한국IR협의회 기업리서치센터 엔지켐생명과학 - 2023.06.13[깨진 링크(과거 내용 찾기)]